# Александр Усик — Майрис Бриедис
Александр Усик — Майрис Бриедис — боксёрский двенадцатираундовый поединок в первом тяжёлом весе, который состоялся 17 января 2018 года на базе спортивно-концертного комплекса «Арена Рига» (Латвия). Поединок стал полуфиналом 1-й боксерской суперсерии в первом тяжёлом весе. На кону стояли чемпионские пояса по версиям WBC, который принадлежал Бриедису и WBO, который принадлежал Усику.
Поединок получился очень конкурентным, оба боксёра старались «отвечать ударом на удар». Александр Усик на протяжении всего поединка наращивал его темп, а Бриедис пытался его поддерживать. На протяжении большинства раундов инициатива на ринге сохранялась за представителем Украины, при этом Бриедис успешно работал в контратаках. В итоге решением большинства судей победа была присуждена Усику.
В июле 2018 года в финальном поединке турнира Усик встретился с россиянином Муратом Гассиевым. На протяжении всего поединка доминировал Усик, который выиграл практически все раунды. После окончания поединка победа была присуждена Александру Усику, который стал абсолютным чемпионом мира (чемпионом по версиям WBA, WBC, IBF и WBO). В 2018—2019 годах Бриедис принял участие во 2-й боксерской суперсерии в первом тяжёлом весе и завоевал титул чемпиона мира по версии WBO и титул «бриллиантового» чемпиона по версии WBC (англ. WBC Diamond).

## Предыстория
Александр Усик завоевал чемпионский титул по версии WBO 17 сентября 2016 года, в своём 10-м поединке победив действующего (на тот момент) чемпиона Кшиштофа Гловацкого, который до того боя одержал 26 побед в 26 боях. Таким образом Александр побил рекорд бывшего абсолютного чемпиона мира в первом тяжёлом весе Эвандера Холифилда, который завоевал свой первый чемпионский титул в 11-м поединке. После завоевания титула Усик провёл две успешные защиты титула, победив южноафриканского боксёра Табисо Мчуну (17-2) и американца Майкла Хантера (12-0).
1 апреля 2017 года латышский боксёр Майрис Бриедис, на счету которого была 21 победа и ни одного поражения, и немецкий боксёр Марко Хук (40-3-1) провели поединок за вакантный титул чемпиона мира по версии WBC. Поединок прошёл с преимуществом Бриедиса и завершился его победой единогласным судейским решением.
9 марта 2017 года немецкий промоутер Калле Зауэрланд и его американский коллега Ричард Шафер в сотрудничестве с европейскими бизнесменами объявили об основании ежегодного турнира в профессиональном боксе — Всемирной боксёрской суперсерии — с призовым фондом в $50 млн. Победитель турнира также получал специальный трофей — Кубок Мухаммеда Али и денежное вознаграждение в размере 10 миллионов долларов. Суперсерия прошла в двух весовых категориях: первой тяжёлой (в которой выступали и Усик, и Бриедис) и второй средней. Бриедис подтвердил своё участие в турнире 2 июня того же 2017 года, а Усик сделал это месяцем позже.
Поединок между Усиком и Бриедисом стал 1-м полуфинальным поединком 1-го сезона Всемирной боксёрской суперсерии в тяжёлом весе. Перед поединком оба боксёра провели победные для себя четвертьфинальные бои. 9 сентября 2017 года в Берлине в первом четвертьфинальном бою Александр Усик победил техническим нокаутом в 10-м раунде Марко Хука (40-4-1) и защитил титул чемпиона мира по версии WBO. 30 сентября 2017 года в третьем четвертьфинале Майрис Бриедис победил единогласным судейским решением кубинца Майка Переса (22-2-1) и защитил титул чемпиона мира по версии WBC.
Поединок был назначен на 27 января 2018 года, а местом его проведения был выбран спортивно-развлекательный комплекс «Арена Рига» (Рига, Латвия). 26 января 2018 года состоялась процедура взвешивания боксёров перед поединком, Усик весил 90,4 кг, а его визави оказался на 100 грамм легче.

## Телевизионные трансляции поединка
| Канал          | Страна         |
| -------------- | -------------- |
| Интер          | Украина        |
| Матч ТВ        | Россия         |
| Матч Боец      | Россия         |
| Arena Sport 5  | Хорватия       |
| ITV Box Office | Великобритания |
| TV3+           | Дания          |
| Viasat Urheilu | Финляндия      |
| Viasport+      | Норвегия       |

## Ход поединка
Поединок начался с разведки, Александр Усик боксировал вторым номером и отдал сопернику центр ринга. Первая половина 1-го раунда осталась за Усиком, но во второй половине латвийский спортсмен начал боксировать скоростными сериями ударов, некоторые из которых достигли корпуса соперника. В начале второго раунда Бриедис атаковал Усика и заставил его защищаться, но уже через минуту Усик сам атаковал соперника, однако большинство выброшенных ударов Бриедис принял на блок. После того как прозвучал гонг, боксёры ещё несколько секунд продолжали поединок, не услышав его звука. В начале третьего раунда Бриедис вновь атаковал Усика, доведя до цели несколько трёхударных комбинаций, которые заканчивались ударом с правой руки. Во время одной из атак Бриедис ударил Усика головой, из-за чего у украинца открылось рассечение под правым глазом. В конце раунда Усик ускорил темп боя и перехватил инициативу. В четвёртом раунде боксёры смогли поддержать темп боя. Усик в основном выбрасывал джебы (прямые удары), Бриедис же пытался боксировать комбинациями ударов, делая ставку на завершающий удар с правой руки.
В начале пятого раунда Александр Усик довёл до цели двухударную комбинацию, которая завершилась акцентированным ударом с правой руки, после чего смог довести до цели ещё ряд ударов. В том же раунде стала сказываться усталость Бриедиса, который пытался клинчевать. К шестому раунду латвийский спортсмен сумел восстановиться и старался отвечать сопернику «ударом на удар». В одном из эпизодов раунда Александр Усик оказался на настиле ринга, зацепившись за ногу соперника, но рефери поединка Кенни Бейлис не засчитал это падение за нокдаун. В седьмом раунде Бриедис отдал инициативу Усику и основную часть раунда провёл в защите. В конце раунда украинцу удалось два раза пробить удар слева, заставив Майриса отступать. В 8-м раунде Усик в основном работал прямыми ударами, не давая сопернику перейти в атаку.
В девятом раунде инициатива сохранилась за Усиком, который наносил больше ударов, чем соперник. Однако несмотря на это, Бриедис трижды смог успешно контратаковать соперника, две атаки завершились ударом в голову и одна — по корпусу. В 10-м раунде Александр Усик сумел довести до цели несколько разнообразных атак, две из которых завершились акцентированным левым прямым ударом. Бриедис же большее внимание уделял защитным действиям, но при этом успешно контратаковал. В 11-м раунде инициатива на ринге оставалась за украинцем, а его соперник пытался сбить темп Усика. В конце раунда Александр Усик пробил акцентированный удар в голову Бриедиса, вследствие которого у него открылось кровотечение под левым глазом. В последнем, двенадцатом, раунде Александр Усик попытался атаковать соперника, но затем отдал инициативу и продолжил боксировать вторым номером, проведя несколько эффективных контратак. Бриедис же несколько раз попытался разблокировать защиту соперника и пробить акцентированный удар в голову.
После окончания двенадцатого раунда двое судей отдали победу Александру Усику со счётом 115:113 и один судья дал ничью со счётом 114:114. В итоге победа решением большинства судей была присуждена Усику.

### Статистика ударов
Ударов всего
| Боксёр         | Раунд                             | 1      | 2      | 3      | 4      | 5      | 6      | 7      | 8      | 9      | 10     | 11     | 12     | Всего       |
| -------------- | --------------------------------- | ------ | ------ | ------ | ------ | ------ | ------ | ------ | ------ | ------ | ------ | ------ | ------ | ----------- |
| Александр Усик | Попаданий (из них в корпус)/всего | 20/58  | 18/79  | 16/61  | 19/67  | 27/74  | 11/62  | 14/70  | 19/63  | 18/87  | 16/79  | 18/82  | 16/66  | 212(26)/848 |
| Александр Усик | Процент попаданий                 | 34,5 % | 22,8 % | 26,2 % | 28,4 % | 36,%   | 17,7 % | 20 %   | 30,2 % | 20,7 % | 20,3 % | 22 %   | 24,2 % | 25 %        |
| Майрис Бриедис | Попаданий (из них в корпус)/всего | 11/33  | 19/52  | 13/41  | 18/50  | 17/58  | 12/40  | 9/44   | 16/40  | 33/65  | 13/51  | 19/64  | 15/41  | 195(28)/579 |
| Майрис Бриедис | Процент попаданий                 | 33,3 % | 36,5 % | 31,7 % | 36 %   | 29,3 % | 30 %   | 20,5 % | 40 %   | 50,8 % | 25,5 % | 29,7 % | 36,6 % | 33,7 %      |

Джебы
| Боксёр         | Раунд                             | 1      | 2      | 3      | 4      | 5      | 6      | 7      | 8      | 9      | 10     | 11     | 12     | Всего     |
| -------------- | --------------------------------- | ------ | ------ | ------ | ------ | ------ | ------ | ------ | ------ | ------ | ------ | ------ | ------ | --------- |
| Александр Усик | Попаданий (из них в корпус)/всего | 16/50  | 10/57  | 8/44   | 10/45  | 10/43  | 5/40   | 5/40   | 10/47  | 7/55   | 4/52   | 4/41   | 2/36   | 91(0)/550 |
| Александр Усик | Процент попаданий                 | 32 %   | 17,5 % | 18,2 % | 22,2 % | 23,3 % | 12,5 % | 12,5 % | 21,3 % | 12,7 % | 7,7 %  | 9,8 %  | 5,6 %  | 16,5 %    |
| Майрис Бриедис | Попаданий (из них в корпус)/всего | 2/7    | 3/9    | 3/9    | 1/9    | 4/11   | 2/9    | 4/19   | 5/11   | 13/20  | 4/15   | 4/12   | 1/6    | 46(0)/137 |
| Майрис Бриедис | Процент попаданий                 | 28,6 % | 33,3 % | 33,3 % | 11,1 % | 36,4 % | 22,2 % | 21,1 % | 45,5 % | 65 %   | 26,7 % | 33,3 % | 16,7 % | 33,6 %    |

'
Силовые удары
| Боксёр         | Раунд                             | 1      | 2      | 3      | 4      | 5      | 6      | 7    | 8      | 9      | 10     | 11     | 12     | Всего       |
| -------------- | --------------------------------- | ------ | ------ | ------ | ------ | ------ | ------ | ---- | ------ | ------ | ------ | ------ | ------ | ----------- |
| Александр Усик | Попаданий (из них в корпус)/всего | 4/8    | 8/22   | 8/17   | 9/22   | 17/31  | 6/22   | 9/30 | 9/16   | 11/32  | 12/27  | 14/41  | 14/30  | 121(26)/298 |
| Александр Усик | Процент попаданий                 | 50 %   | 36,4 % | 47,1 % | 40,9 % | 54,8 % | 27,3 % | 30 % | 56,3 % | 34,4 % | 44,4 % | 34,1 % | 46,7 % | 40,6 %      |
| Майрис Бриедис | Попаданий (из них в корпус)/всего | 9/26   | 16/42  | 10/32  | 17/41  | 13/47  | 10/31  | 5/25 | 11/29  | 20/45  | 9/36   | 15/52  | 14/35  | 149(28)/442 |
| Майрис Бриедис | Процент попаданий                 | 34,6 % | 37,2 % | 31,3 % | 41,5 % | 27,7 % | 32,3 % | 20 % | 37,9 % | 44,4 % | 25 %   | 28,8 % | 40 %   | 33,7 %      |

### Судейские записки
| Счёт судейских записок | Счёт судейских записок | Счёт судейских записок | Счёт судейских записок | Счёт судейских записок | Счёт судейских записок |
| Робин Тейлор           | Робин Тейлор           | Крейг Меткалф          | Крейг Меткалф          | Роберт Таппер          | Роберт Таппер          |
| ---------------------- | ---------------------- | ---------------------- | ---------------------- | ---------------------- | ---------------------- |
| Александр Усик         | Майрис Бриедис         | Александр Усик         | Майрис Бриедис         | Александр Усик         | Майрис Бриедис         |
| 115                    | 113                    | 114                    | 114                    | 115                    | 113                    |

Это было очень близкое решение судей. На самом деле, оно даже ближе, чем кто-то мог представить. Если бы один из судей не отдал Усику последний раунд, который, по моему мнению, он выиграл, а двое других судей отдали двенадцатый раунд Бриедису. Если бы тот судья не отдал Усику последний раунд, то была бы ничья за большинством решений. Так как ничья, то идут к запискам четвёртого арбитра, у него тоже ничья. А когда уже у четвёртого судьи ничья, тогда победителем становится тот, кто победил в двенадцатом раунде. А победил Бриедис — 2:1— Александр Красюк, промоутер Александра Усика

## Андеркарт
В таблице перечислены результаты всех поединков боксёров.
В каждой строке указан результат поединка. Дополнительно номер поединка обозначен цветом, который обозначает итог поединка. Расшифровка обозначений и цветов представлена в нижеследующей таблице.
| Пример | Расшифровка                     |
| ------ | ------------------------------- |
|        | Победа                          |
|        | Ничья                           |
|        | Поражение                       |
|        | Планируемый поединок            |
|        | Поединок признан несостоявшимся |
| КО     | Нокаут                          |
| ТКО    | Технический нокаут              |
| PTS    | Решение судей (по очкам)        |
| UD     | Единогласное решение судей      |
| MD     | Решение большинства судей       |
| SD     | Раздельное решение судей        |
| RTD    | Отказ от продолжения боя        |
| DQ     | Дисквалификация                 |
| NC     | Поединок признан несостоявшимся |

| Боксёр                 | Итог боя  | Боксёр                      | Примечания |
| ---------------------- | --------- | --------------------------- | --- |
| Александр Усик (13-0)  | MD12 (12) | Майрис Бриедис (23-0)       | Бой за объединение титулов чемпиона мира в первом тяжёлом весе по версиям WBC и WBO. Победа Усика раздельным судейским решением (114:114 — ничья и дважды 115:113 — в пользу Усика). |
| Йоанн Конголо (10-0)   | UD10 (10) | Андрейс Покумейко (16-12-1) | Бой за титул серебряного интернационального чемпиона по версии WBC в полутяжёлом весе. Победа Конголо единогласным судейским решением (99:89, 98:90 и 98:91).                        |
| Микки Нильсен (24-1)   | SD8 (8)   | Ричард Болотник (10-3-1)    | Рейтинговый поединок в первом тяжёлом весе. Победа Нильсена раздельным судейским решением (79:74 — в пользу Болотника и дважды 77:75 — в пользу Нильсона).                           |
| Филип Хрогвич (1-0)    | TKO4 (8)  | Том Литтл (10-4)            | Рейтинговый поединок в тяжёлом весе. Победа Хрогвича техническим нокаутом в 4-м раунде.                                                                                              |
| Отто Уаллин (18-0)     | KO3 (8)   | Срдан Говедарица (6-5)      | Рейтинговый поединок в тяжёлом весе. Победа Уаллина нокаутом в 3-м раунде. |
| Евгений Алексеев (7-0) | SD6 (6)   | Морис Поссити (17-12)       | Рейтинговый поединок в полутяжёлом весе. Победа Алексеева раздельным судейским решением (58:56 — в пользу Поссити и дважды 58:56 — в пользу Алексеева).                              |
| Микаэль Лаваль (4-0)   | UD6 (6)   | Иштван Орсос (16-43-2)      | Рейтинговый поединок в первом тяжёлом весе. Победа Лаваля единогласным судейским решением (59:52 и дважды 60:51).                                                                    |
| Араик Марутян (1-0)    | UD4 (4)   | Ричард Хэги (4-2)           | Рейтинговый бой в среднем весе. Победа единогласным судейским решением Марутяна (трижды 40:36).                                                                                      |

## После боя
После победы над Бриедисом Александр Усик попал в финал турнира. Соперником Усика в финале стал непобеждённый российский боксёр Мурат Гассиев (26-0), который 3 февраля 2018 года в Сочи во втором полуфинале суперсерии победил кубинца Юниера Дортикоса (22-0). В 12-м раунде Дортикос был дважды отправлен в нокдаун, а за 18 секунд до конца раунда, в результате ударов Гассиева, оказался за пределами ринга, после чего рефери остановил бой. Сразу после этого поединка у Гассиева с Усиком прошла дуэль взглядов. Изначально финальный поединок турнира должен был пройти в Джидде (Саудовская Аравия) 11 мая 2018 года и должен был способствовать развитию бокса в Саудовской Аравии. Однако в середине апреля 2018 года Александр Усик заявил о том, что во время тренировок он получил травму локтя, и из-за этого не сможет провести бой 11 мая. Затем стало известно, что Саудовская Аравия не готова принять поединок. Право на проведение матча получила Россия. Матч был назначен на 21 июля 2018 года, а местом его проведения был выбран спортивный комплекс «Олимпийский» в Москве. В итоге бой Усик — Гассиев состоялся в «Олимпийском» 21 июля 2018 года. Поединок прошёл с явным преимуществом Усика, который выиграл практически все раунды, и завершился его победой единогласным судейским решением.
Бриедис провёл свой следующий поединок в рамках боксёрского вечера «Александр Усик — Мурат Гассиев», победив по очкам малоизвестного француза Брэндона Делорье. Бриедис также принял участие во втором сезон суперсерии, который стартовал во второй половине 2018 года. Свой четвертьфинальный поединок он провёл 10 ноября 2018 года и, победив немца Ноэля Гевора, завоевал вакантный титул чемпиона по версии WBC Diamond в первом тяжёлом весе.15 июня 2019 года в полуфинале WBSS Бриедис победил техническим нокаутом в 3-м раунде Кшиштофа Гловацкого и завоевал титул чемпион мира по версии WBO.